# Rabulistik

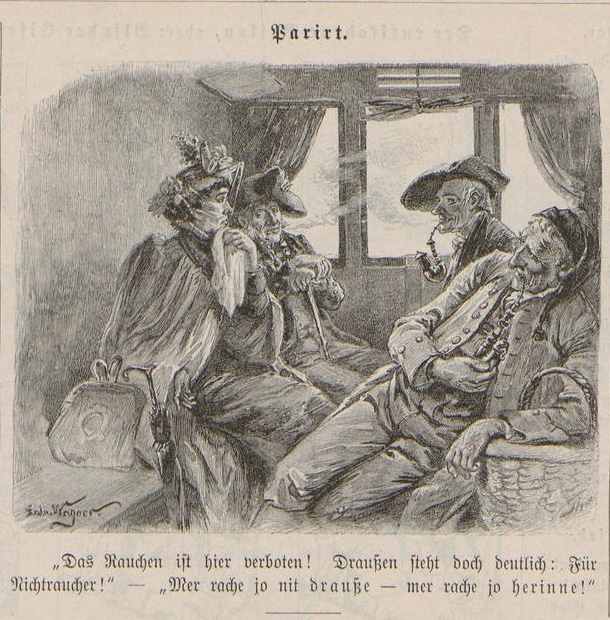
Nicht draußen (1898)

Rabulistik (von lateinisch rabere ‚toben‘, über rabula ‚marktschreierischer Advokat‘) ist ein abwertender Begriff in der Bildungssprache für rhetorische „Spitzfindigkeiten“ oder „Wortklauberei“. Als Rabulist wird laut Duden jemand bezeichnet, der in „spitzfindiger, kleinlicher, rechthaberischer Weise argumentiert und dabei oft den wahren Sachverhalt verdreht“.

## Bedeutung
Die Rabulistik dient dazu, in einer Diskussion unabhängig von der Richtigkeit der eigenen Position Recht zu behalten. Erreicht wird dies durch Sophismen, verdeckte Fehlschlüsse und andere rhetorische Tricks wie das Einbringen diskussionsferner Aspekte, semantische Verschiebungen etc. Die Grenzen zur Täuschung, Irreführung und Lüge sind dabei fließend. Die Rabulistik kann als missbräuchliches Teilgebiet der Eristik oder der Rhetorik betrachtet werden.
Dabei werden rhetorische und argumentative Techniken angewendet, um recht zu bekommen – unabhängig von oder sogar entgegen der Sachlage, z. B. mittels „Wortverdreherei“ und „Haarspalterei“, oder durch das Anhäufen immer neuer Argumente. Als Vorbild galten die antiken Sophisten, die gewerbsmäßig Streitgespräche unabhängig von ihren persönlichen Überzeugungen austrugen und dabei angeblich mehr Wert auf argumentativen Erfolg als auf Konsistenz oder Wahrheit legten. So warf Wilhelm Windelband in seinem Lehrbuch der Geschichte der Philosophie 1912 den späteren Sophisten vor, dass sie mit ihrer „selbstgefälligen Rabulistik ihres Advokatentums“ zu „Sprechern aller der zügellosen Tendenzen“ gerieten und damit „die Ordnung des öffentlichen Lebens untergruben“.

Auch in der älteren Literatur der Rechtswissenschaft ist Rabulistik für Spitzfindigkeiten oder eine abwegige oder dem Buchstaben, aber nicht dem Geist des Gesetzes folgende Argumentation gebräuchlich. So wurde 1856 im Herders Conversations-Lexikon ein „Rechtsverdreher, ränkesüchtiger Advocat“ als Rabulist definiert, und von Johann Christoph Adelung 1798 als: 

„[…] ein geschwätziger und dabey ränkvoller Sachwalter, welcher den Sinn des Gesetzes nach seinem Vortheile zu drehen weiß; ein Zungendrescher. Daher die Rabulisterey, ränkvolle Geschwätzigkeit. Es ist aus dem mittlern Lat. rabulare, viel leeres Geschrey vor Gericht machen, welches wieder von dem Lat. Rabula, ein Zungendrescher, Rabulist, abstammet. […]“